# Provinz Matanzas
| Matanzas           | Matanzas       |
| ------------------ | -------------- |
| Karte              |                |
| Hauptstadt         | Matanzas       |
| Fläche             | 11.978 km²     |
| Einwohner          | 694.476 (2012) |
| Bevölkerungsdichte | 58,9 EW/km²    |
| ISO-Code           | CU-04          |

Matanzas ist eine Provinz im Nordwesten Kubas und erstreckt sich zwischen 21°40' und 23°16' nördlicher Breite sowie 80°29' und 82°09' westlicher Länge. Die gleichnamige Hauptstadt ist die größte Stadt der Provinz.

## Geographie
Die Provinz grenzt im Norden an die Straße von Florida, im Osten an die Provinzen Villa Clara und Cienfuegos, im Süden an das Karibische Meer und im Westen an die Provinz Mayabeque und die Bucht Ensenada de la Broa. Der längste Fluss ist mit 761 km Länge der Río La Palma, er mündet an der Nordküste.
Bis auf vereinzelte Erhebungen ist Matanzas relativ eben. Dies prädestiniert das Gebiet für landwirtschaftliche Nutzung. Der höchste Berg ist der Pan de Matanzas (381 m) im Nordwesten der Provinz. Im Süden befindet sich die Halbinsel Zapata, welche hauptsächlich aus Mangrovensümpfen besteht.

## Geschichte
Am 17. September 1628 überfiel der holländische Freibeuter Piet Pieterszoon Heyn in der Bucht von Matanzas die spanische Silberflotte und erbeutete Schätze im Wert von etwa 12 Millionen Gulden. Die Erbeutung des immensen Geldbetrages hatte Einfluss auf den Achtzigjährigen Krieg zugunsten der Holländer.
Die wohl bekannteste Bucht Kubas, die Bahía de Cochinos (Schweinebucht) – oder wie heute in Kuba gebräuchlicher der Strand Playa de Girón – liegt ebenfalls in der Provinz Matanzas. Hier wurde 1961 die von den USA unterstützte Invasion von Exilkubanern auf Kuba gestartet. Sie scheiterte jedoch kläglich.

## Wirtschaft
Hauptwirtschaftsfaktor der Provinz ist die Landwirtschaft, vereinzelt wird Öl gefördert, jedoch ohne einen größeren Stellenwert einzunehmen. Auch der Tourismus ist eine bedeutende Devisenquelle. Hier ist besonders Varadero zu erwähnen. Dieser Ort bildet mit der ihn umgebenden Halbinsel Hicacos eines der wichtigsten Touristenzentren auf der Insel mit zahlreichen All-Inclusive-Hotels.

## Flora und Fauna
In der Provinz leben viele Vogelarten, besonders auf der Halbinsel Zapata. Auf einem Teil dieser Halbinsel wurde ein Nationalpark, der Parque Nacional de Zapata eingerichtet.

## Verwaltungsgliederung
Die Provinz gliedert sich in 13 Municipios, die nach dem Namen ihres Verwaltungssitzes benannt sind. Lediglich das Municipio Ciénaga de Zapata wird in Playa Larga verwaltet. Es ist das flächenmäßig größte in Kuba, zugleich aber auch das mit der geringsten Bevölkerungsdichte.
Es gibt 5 Städte in der Provinz. Des Weiteren existieren 25 Siedlungen städtischen und 379 Siedlungen ländlichen Typs (Pueblos, Pobladas, Caseríos bzw. Bateys).
| Municipio         | Gesamtfläche mit Inseln (km²) 3 | Einwohner | Einwohner | Einwohner | Bevölkerungs- dichte (Ew./km²) 3 |
| Municipio         | Gesamtfläche mit Inseln (km²) 3 | 2002 1    | 2012 2    | 2016 3    | Bevölkerungs- dichte (Ew./km²) 3 |
| ----------------- | ------------------------------- | --------- | --------- | --------- | -------------------------------- |
| Matanzas          | 370,86                          | 141.400   | 151.624   | 158.999   | 428,7                            |
| Cárdenas          | 555,16                          | 125.3414  | 143.593   | 151.960   | 273,7                            |
| Martí             | 1.012,26                        | 24.115    | 22.786    | 22.425    | 22,1                             |
| Colón             | 607,88                          | 71.404    | 70.248    | 70.161    | 115,4                            |
| Perico            | 278,38                          | 31.160    | 31.191    | 30.914    | 111,0                            |
| Jovellanos        | 503,76                          | 58.123    | 57.683    | 58.173    | 115,4                            |
| Pedro Betancourt  | 387,02                          | 32.266    | 31.555    | 31.067    | 80,2                             |
| Limonar           | 441,69                          | 25.198    | 26.331    | 26.645    | 60,3                             |
| Unión de Reyes    | 873,49                          | 40.396    | 37.042    | 36.560    | 41,8                             |
| Ciénaga de Zapata | 4162,4                          | 8.616     | 9.163     | 9.755     | 2,3                              |
| Jagüey Grande     | 881,86                          | 56.759    | 59.722    | 60.431    | 68,5                             |
| Calimete          | 958,21                          | 29.786    | 28.751    | 28.343    | 29,5                             |
| Los Arabos        | 758,35                          | 25.863    | 24.787    | 24.274    | 32,0                             |
| Gesamte Provinz   | 11.791,82                       | 670.427   | 694.476   | 709.707   | 60,1                             |

Censusergebnisse:
- 1 Zensus 2002[3]
- 2 Zensus 2012[1]

Schätzungen bzw. Berechnungen am Jahresende:
- 3 2016[4]
- 4 inkl. der 23.680 Einwohner des Anfang 2011 aufgelösten Municipios Varadero

## Bevölkerung
Bevölkerung zum Zensus
- 1981: 559.260
- 2002: 670.427
- 2012: 694.476

Bevölkerung (fortgeschrieben bzw. errechnet am Jahresende):
| 2010 | 691.140 | 2014 | 702.477 |
| 2011 | 695.913 | 2015 | 705.775 |
| 2012 | 694.759 | 2016 | 709.707 |
| 2013 | 699.215 |      |         |

## Die Städte
| Matanzas   | 133.769 | Cárdenas      | 88.987 | Colón | 44.177 |
| Jovellanos | 26.319  | Jagüey Grande | 28.870 |       |        |